# Nicolas Duval Adassovsky
Nicolas Duval Adassovsky est un producteur de cinéma français né le 26 janvier 1958.

## Biographie
Il est notamment producteur au sein de BBDA Quad Productions et gérant de Splendido Quad Cinéma,.

## Filmographie (sélection)

### Cinéma
- 2005 : Viva Cuba de Juan Carlos Cremata Malberti
- 2006 : Nos jours heureux d'Olivier Nakache et Eric Toledano
- 2009 : Tellement proches d'Olivier Nakache et Eric Toledano
- 2009 : Jusqu'à toi de Jennifer Devoldère
- 2010 : L'Arnacœur de Pascal Chaumeil
- 2011 : Intouchables d'Olivier Nakache et Eric Toledano
- 2011 : Je n'ai rien oublié de Bruno Chiche
- 2011 : Une pure affaire d'Alexandre Coffre
- 2012 : Un plan parfait de Pascal Chaumeil
- 2012 : 30° Couleur de Lucien Jean-Baptiste et Philippe Larue
- 2013 : Né quelque part de Mohamed Hamidi
- 2013 : Eyjafjallajökull d'Alexandre Coffre
- 2014 : Le Père Noël d'Alexandre Coffre
- 2014 : Samba d'Olivier Nakache et Eric Toledano
- 2016 : Ballerina d'Éric Summer et Éric Warin
- 2016 : La Vache de Mohamed Hamidi
- 2017 : Le Sens de la fête d'Olivier Nakache et Eric Toledano
- 2017 : Un sac de billes de Christian Duguay
- 2018 : Dans la brume de Daniel Roby
- 2019 : Jusqu'ici tout va bien de Mohamed Hamidi
- 2019 : Roxane de Mélanie Auffret
- 2020 : Une belle équipe de Mohamed Hamidi
- 2023 : Les Petites Victoires de Mélanie Auffret
- 2023 : Des mains en or d'Isabelle Mergault
- 2024 : La nuit se traîne de Michiel Blanchart

### Télévision
- 2015 : Disparue (8 épisodes)
- 2015 : Le Secret d'Élise (6 épisodes)

## Distinctions

### Nominations
- César du meilleur premier film
  - en 2011 pour L'Arnacœur
- César du meilleur film
  - en 2011 pour L'Arnacœur
  - en 2012 pour Intouchables
  - en 2018 pour Le Sens de la fête[4]

- BAFTA 2013 : British Academy Film Award du meilleur film en langue étrangère pour Intouchables